# Légalité de la guerre contre les drogues aux États-Unis
La légalité de la guerre contre les drogues aux États-Unis est une question politique et sociale dont les bases sont discutées par divers auteurs américains.
Dans son essai The Drug War and the Constitution, le philosophe libertaire, Paul Hager, soutient que la guerre contre la drogue aux États-Unis est une forme illégale d'interdiction, qui viole les principes d'un gouvernement limité incarnés dans la Constitution des États-Unis.

## Argument du fédéralisme
Dans l'affaire Gonzales c. Raich, la juge Sandra Day O'Connor a fait valoir que la prohibition des drogues est une usurpation abusive du pouvoir fédéral de réglementation du commerce interétatique et que le pouvoir d'interdire devrait être réservé aux États. Dans la même affaire, le juge Clarence Thomas a écrit une dissidence plus forte exprimant une idée similaire. Le juge en chef William Rehnquist a rejoint la dissidence d'O'Connor.

## Application régulière de la loi quant à la règle de fond
Un autre argument contre la prohibition des drogues est basé sur la notion que sa pratique viole les droits implicites au sein de la doctrine substantielle de la procédure régulière . Il a été suggéré que les lois anti-drogues ne procurent pas suffisamment d'avantages raisonnables aux intérêts de l'État pour justifier de restreindre arbitrairement les libertés individuelles fondamentales qui sont censées être garanties par le quatrième amendement et le quatorzième amendement de la Constitution américaine. Un partisan de cette notion est l'avocat Warren Redlich.
En 2002, l'État américain de Floride a tenté d'éliminer l'intention criminelle en tant qu'élément du crime de possession de drogue. Le 27 juillet 2011, la juge de district américaine Mary S. Scriven a statué que la loi de Floride était inconstitutionnelle, affirmant que l'élimination de l'élément d'intention était "atavique et contraire à la common law". Nellie King, présidente de la Florida Association of Criminal Defence Lawyers, a expliqué la décision en termes de procédure régulière. La décision est susceptible d'appel.
L'argument de fond de la procédure régulière est parfois utilisé dans les affaires de cannabis à des fins médicales. NORML a écrit une fois dans un mémoire amicus sur United States v. Oakland Cannabis Buyers 'Cooperative que le droit d'utiliser du cannabis médical pour sauver sa vie relève des droits établis par la procédure régulière de fond. Cependant, la Cour suprême s'est prononcée contre le dispensaire de cannabis médical et pour les États-Unis dans l'affaire susmentionnée. Certains pensent que cela invalide l'argument de fond de la procédure régulière contre la Loi sur les substances contrôlées.
Cependant, la Cour suprême a expressément refusé de se prononcer sur la question de la régularité de la procédure dans l'affaire susmentionnée, statuant contre le dispensaire de marijuana à des fins médicales en question pour des motifs d'interprétation statutaire, car la Cour a conclu qu'il n'y avait pas de défense de nécessité médicale autonome dans l'affaire contrôlée. Loi sur les substances. L'opinion majoritaire du juge Clarence Thomas explique clairement que la Cour n'a tenu compte d'aucun argument constitutionnel pour arriver à la conclusion à laquelle elle est parvenue. Comme le déclare expressément le juge Thomas dans son opinion majoritaire : « Enfin, la Coopérative soutient que nous devrions interpréter la Loi sur les substances contrôlées pour inclure une défense de nécessité médicale afin d'éviter ce qu'elle considère comme des questions constitutionnelles difficiles. En particulier, la coopérative affirme que, dépouillée d'une défense de nécessité médicale, la loi dépasse les pouvoirs de la clause de commerce du Congrès, viole les droits fondamentaux des patients à une procédure régulière et porte atteinte aux libertés fondamentales du peuple en vertu des cinquième, neuvième et dixième amendements.
Cependant, comme le reconnaît la Coopérative, le canon de l'évitement constitutionnel ne s'applique pas en l'absence d'ambiguïté législative. Parce que nous ne doutons pas que la Loi sur les substances contrôlées ne peut pas soutenir une défense de nécessité médicale pour les distributions de marijuana, nous ne trouvons pas d'orientation dans ce principe d'évitement. Nous n'examinons pas non plus les questions constitutionnelles sous-jacentes aujourd'hui. Étant donné que la Cour d'appel n'a pas examiné ces demandes, nous refusons de le faire en première instance."  En tant que telle, la question de la constitutionnalité de la loi sur les substances contrôlées en vertu de la doctrine de la procédure régulière substantielle reste une question ouverte, indécise par la Cour suprême et débattue par les citoyens des États-Unis. Même certains opposants à l'argument substantiel de la procédure régulière qui soutiennent la guerre contre la drogue ont noté que la doctrine pourrait potentiellement conduire à l'invalidation des lois anti-drogue.

## État de droit
Il est avancé que le renversement de la charge de la preuve dans les affaires de possession de drogue est incompatible avec l'État de droit dans la mesure où le pouvoir de condamner est effectivement retiré aux tribunaux et accordé à ceux qui souhaitent déposer des preuves.

## Liberté de religion et de conscience
Un problème particulier est créé par l'interdiction gouvernementale des drogues psychédéliques telles que le LSD, le peyotl, les champignons à psilocybine, le cannabis et l'ayahuasca. Certaines personnes utilisent ces substances avec des motifs cognitifs, spirituels ou religieux bien définis. L'utilisation du peyotl et de l'ayahuasca est actuellement légale aux États-Unis pour les membres de certaines religions reconnues (par exemple, l'Église amérindienne ). Cependant, la clause de libre exercice du premier amendement ne mentionne aucune exigence d'affiliation formelle à une confession religieuse établie pour qu'une personne puisse exercer sa liberté de religion ou de conscience. De plus, cette exemption légale pour les membres de l'Église amérindienne d'utiliser l'ayahuasca est une action gouvernementale favorisant une religion particulière par rapport aux autres religions, ainsi que la non-religion, ce qui est interdit par la clause d'Etablissement.